# 2000年度兒歌金曲頒獎典禮得獎名單
2000年度兒歌金曲頒獎典禮於2000年8月27日舉行。這次頒獎禮改了新的形式，沒有頒發十大兒歌獎項。
主題：快樂島
司儀︰沈殿霞、錢嘉樂、劉慧蘊
兒童節大使︰黃日華、原子鏸、蓋世寶、林峯

## 最受歡迎兒歌新人獎
- 金獎：曾嘉莉 - 《百變小櫻》（《百變小櫻Magic咭》片頭曲[1][2]），頒獎嘉賓︰甘國亮
- 銀獎：蓋世寶 - 《魔法小美穗》（《魔法小美穗》片頭曲），頒獎嘉賓︰歐倩怡
- 銅獎：陳伶俐、林肯 - 《BA BUS大番薯》

## 最受歡迎兒歌組合獎
- 金獎：葉佩雯、容祖兒、何嘉莉、陳奕迅 - 《真正本色》，頒獎嘉賓︰苗僑偉、戚美珍
  - 備註︰容祖兒和何嘉莉均沒有出席頒獎典禮
- 銀獎：鄧健泓、蔡子健、鍾麗淇 - 《踏上高峰》，頒獎嘉賓︰胡　楓、苑瓊丹、原子鏸
- 銅獎：鄭欣宜、沈殿霞 - 《Thank You 媽咪》

## 最受歡迎兒歌男歌手
- 鄭伊健 - 《自動勝利Let's Fight》（《數碼暴龍》片頭曲[1]），頒獎嘉賓︰譚玉瑛

## 最受歡迎兒歌女歌手
- 楊千嬅 - 《個個都有寶》，頒獎嘉賓︰陳百祥

## 錫晒你兒歌歌手大獎
- 薛家燕 - 《問題天天都多》
- 薛家燕、蕭亮 - 《超人迪加》

## 最傑出兒歌大獎
- 《今天的事今天做》 - 熊熊兒童合唱團

## 至NET兒歌大獎
- 《百變小櫻》 - 曾嘉莉

## 最受歡迎兒歌獎
- 金獎：《個個都有寶》 - 楊千嬅
- 銀獎：《皇子的美學研究》 - 梁漢文，頒獎嘉賓︰羅蘭
- 銅獎：《大食懶加菲》 - 葉佩雯，頒獎嘉賓︰雪妮

## 候選歌曲資料[3]
| 歌名                | 主唱                                           |
| 流星                | 高少敏、 熊熊兒童合唱團                        |
| 陶醉                | 區瑞強                                         |
| Goodbye 再會了      | 陳奕                                           |
| 童年                | 《至NET小人類》（前作：《閃電傳真機》）主持    |
| 明天會更好          | 《至NET小人類》（前作：《閃電傳真機》）主持    |
| 晴天 Pig Pig        | 葉佩雯                                         |
| 是一個稻草人        | 袁鳳瑛                                         |
| 踏上高峰            | 鄧健泓、蔡子健、 鍾麗淇                        |
| 跨過世界的人        | 謝霆鋒                                         |
| 世上只有你          | 朱海銅                                         |
| 那一天              | 區瑞強                                         |
| 無敵 Go！Go！Go！   | 安德尊                                         |
| 千禧的夢想          | 李家仁                                         |
| 雨聲進行曲          | 鄭欣宜                                         |
| 乖乖歌              | 袁彩雲                                         |
| 雪人來了            | 《至NET小人類》（前作：《閃電傳真機》）主持    |
| 為我加油            | 陳以誠                                         |
| 歡迎新年到          | 薛家燕、張可頤、劉玉翠、蘇玉華、魏駿傑、盧慶輝 |
| 歸途                | 祝文君                                         |
| 真正本色            | 葉佩雯、容祖兒、何嘉莉、陳奕迅                 |
| 親親嗲媽            | 麥長青                                         |
| 跟我歸家去          | 李樂詩                                         |
| 今天的事今天做      | 熊熊兒童合唱團                                 |
| 皇子的美學研究      | 梁漢文                                         |
| 努力，加油          | 李紫昕、 環星兒童合唱團                        |
| 月宮寶盒            | 李家仁、劉彩玉                                 |
| 十二隻恐龍          | 張預東                                         |
| Thank you 媽咪      | 鄭欣宜、沈殿霞（母女）                         |
| BA-BUS 大蕃薯       | 陳伶俐、林肯（母子）                           |
| 至NET 小人類        | 古巨基                                         |
| 排排坐              | 安德尊                                         |
| 雨後放晴            | 陳敏婷、熊熊兒童合唱團                         |
| 天才小魚郎          | 唐韋琪                                         |
| 百變小櫻            | 曾嘉莉                                         |
| 左一拳右一拳        | 李家仁                                         |
| 地球需要你          | 古倩敏                                         |
| 自動勝利Let's Fight | 鄭伊健                                         |
| 開心同熊貓笑        | 劉綽琪                                         |
| 魔法小美穗          | 蓋世寶                                         |
| 放眼大自然          | 區瑞強                                         |
| 個個都有寶          | 楊千嬅                                         |
| 笑笑爸B錫曬你       | 蕭亮、李紫昕                                   |
| 智多多動物奧運會    | 楊千嬅                                         |
| 大食懶加菲          | 葉佩雯                                         |
| 來吧小精靈          | 古巨基                                         |